# 奇拉山
奇拉山（Chila）是秘魯的山峰，位於該國南部阿雷基帕大區的卡斯蒂利亞省，屬於安第斯山脈中奇拉山脈的一部分，處於喬克皮爾瓦山以北，海拔高度5,654米，人類在1941年首次登頂。